# Plaza Myjáilivska
La Plaza Myjáilivska es una plaza en el distrito Shevchenkiv de Kiev, área del Viejo Kiev. Se encuentra entre las calles Desyatynnaya, Triochsvyatitelska, Myjáilivska, Velikay Zhytomyrska y Volodymyrskyi.

## Historia
La plaza es una de las más antiguas de Kiev. Se formó en el siglo XII antes de la entrada al Monasterio Myjáilivski Zolotoverji.
En su forma y tamaño actuales, la plaza se formó en la década de 1850, después de que el espacio entre las catedrales de Santa Sofía y San Miguel fuera dividido por el edificio de asistencia. En 1869, la plaza se llamó Myjáilivska (en ruso Mijailovskaya: Михайловская).
Alrededor de 1860, el arquitecto Oleksandr Beretti construyó una casa solariega en la plaza ordenada por orden de Johann Eisman, que fue alquilada durante algún tiempo por el liderazgo del Distrito Militar de Kiev, y en 1873 fue comprada por el Ministerio de Educación Pública por primera vez. En 1911, frente a él se erigió un monumento a la princesa Olga. En la década de 1930, la escuela se transformó en la sexta escuela integral.
La plaza sufrió cambios significativos en la época soviética: en 1919, el monumento a la princesa Olga fue destruido y en la década de 1930, el Monasterio de las Cúpulas Doradas de Myjailo. Se planeó construir un centro de gobierno soviético en la plaza, pero solo se construyó el edificio actual del Ministerio de Relaciones Exteriores de Ucrania. A mediados de la década de 1930, la plaza se llamaba Miliceyska. Desde 1937, la plaza se llama Uryadova, desde 1961 - Plaza soviética. En 1977, la plaza se llamó Plaza Kalinin, en honor al  estadista soviético M. I. Kalinin. El nombre histórico fue devuelto en 1991,
En 1985, la escuela No. 6 se mudó a Vynogradar. En el proceso de reconstrucción de la mansión, se desmantelaron la puerta y el ala de ladrillo. El edificio albergó el Teatro Musical Infantil hasta 1998, pero nunca se logró instalar aquí una sala de teatro, y fue reemplazada por una escuela de circo. En 2006, la Academia Diplomática del Ministerio de Relaciones Exteriores de Ucrania se instaló aquí, y el hotel InterContinental de gran altura se levantó en el ala.
Incluso durante la época de la independencia de Ucrania, los monumentos destruidos fueron reconstruidos y la plaza fue restaurada a su aspecto histórico.
El 11 de septiembre de 1993, como parte de las medidas a nivel nacional para perpetuar la memoria de los caídos durante la Gran Hambruna, se erigió un letrero conmemorativo "a las víctimas del Holodomor de 1932-1933". El letrero está realizado en forma de piedra con la figura de una mujer crucificada. Su apertura fue consagrada por el Padre Serhiy Tkachuk con la bendición del Patriarca Volodymyr. Las flores frescas no han desaparecido del pie del letrero, situado a la entrada de la Catedral de San Miguel, desde que se instaló.
En 1996, se restauró el monumento a la princesa Olga, destruido por vándalos bolcheviques en 1919 a 1935. El gobierno restauró el monasterio. En 1998, se inauguró la Catedral de San Miguel reconstruida.
En la noche del 30 de noviembre de 2013, el Monasterio Myjáilivskyi se convirtió en refugio para los refugiados del Euromaidán, derrotados por el "Berkut", sonaron las alarmas y una manifestación masiva continuó en la plaza durante varios días.

## Transporte
Anteriormente, se podía llegar a la plaza en tranvía, que iba desde la plaza Duma a lo largo de la calle Mala Zhytomyrska. La parada estaba ubicada frente a la entrada del Monasterio de San Miguel.

## Como lugar de entretenimiento
La plaza sirvió como una de las zonas de fanáticos durante el Festival de la Canción de Eurovisión 2017. Desde mayo de 2022 alberga una exhibición de equipos militares rusos destruidos que presenta equipos militares rusos capturados y destruidos durante la invasión rusa de Ucrania en el 2022.